# Diecezja Columbus
Diecezja Columbus (łac. Dioecesis Columbensis, ang. Diocese of Columbus) jest diecezją Kościoła rzymskokatolickiego w południowo-środkowej części stanu Ohio.

## Historia
Diecezja została kanonicznie erygowana 3 marca 1868 roku przez papieża Piusa IX. Wyodrębniono ją z archidiecezji Cincinnati. Pierwszym ordynariuszem został dotychczasowy biskup pomocniczy Cincinnati Sylvester Horton Rosecrans (1827-1878), który był jednocześnie proboszczem parafii św. Patryka, przy której w 1866 rozpoczęto budowę kościoła św. Józefa. Świątynia ta wybrana została na katedrę, choć konsekrowana została dopiero 20 marca 1878. Poświęcenia dokonał ordynariusz Rosecrans, który zmarł dzień później w wieku 51 lat. 21 października 1944 diecezja utraciła część terytoriów na rzecz nowo powstałej diecezji Steubenville.

## Ordynariusze
- Sylvester Horton Rosecrans (1868–1878)
- John Ambrose Watterson (1880–1899)
- Henry Moeller (1900–1903)
- James Joseph Hartley (1903–1944)
- Michael Joseph Ready (1944–1957)
- Clarence George Issenmann (1957–1964)
- John Carberry (1965–1968)
- Clarence Edward Elwell (1968–1973)
- Edward John Herrmann (1973–1982)
- James Anthony Griffin (1983–2004)
- Frederick Campbell (2004–2019)
- Robert Brennan (2019-2021)
- Earl Fernandes (od 2022)